# Варакута Данило Андрійович
Данило Андрійович Варакута (нар. 4 листопада 2001, Херсон, Україна) — український футболіст, воротар клубу «Металіста 1925».

## Життєпис
Народився 4 листопада 2001 року в Херсоні.
Виступав в ДЮФЛУ за команди: СДЮШОР (Миколаїв), ДЮСШ-11 (Одеса), «Чорноморець».

### Клубна кар'єра
У «Чорноморці» — з серпня 2017 року. 3 серпня 2020 року дебютував за першу команду «моряків» в матчі чемпіонату України 2019/20 серед команд першої ліги проти клубу «Металіст 1925» (Харків). Перед початком сезону 2021/22 Данило продовжив свій контракт з одеським «Чорноморцем». 6 серпня 2021 року дебютував в українській прем'єр-лізі, коли вийшов в основному складі одеського клубу у грі 3-го туру чемпіонату України 2021/22 проти команди «Металіст 1925».

## Статистика
| Сезон   | Клуб                    | Ліга         | Чемпіонат | Чемпіонат | Кубок | Кубок | Першість дублерів | Першість дублерів |
| Сезон   | Клуб                    | Ліга         | Ігри      | Голи      | Ігри  | Голи  | Ігри              | Голи              |
| ------- | ----------------------- | ------------ | --------- | --------- | ----- | ----- | ----------------- | ----------------- |
| 2017/18 | «Чорноморець» (Одеса)   | Прем'єр-ліга | 0         | 0         | 0     | 0     | 1                 | –?                |
| 2018/19 | «Чорноморець» (Одеса)   | Прем'єр-ліга | 0         | 0         | 0     | 0     | 21                | –?                |
| 2019/20 | «Чорноморець-2» (Одеса) | Друга ліга   | 12        | –27       | 0     | 0     | 0                 | 0                 |
| 2019/20 | «Чорноморець» (Одеса)   | Перша ліга   | 2         | –1        | 0     | 0     | 0                 | 0                 |